# Louise Trottier
Pour les articles homonymes, voir Trottier.
Louise Trottier est une historienne et muséologue canadienne, née en 1943 à Québec et décédée le 9 mai 2025 à Westmount. C'est une spécialiste reconnue du domaine du patrimoine industriel au Canada. Considérée comme une pionnière en ce domaine, elle a contribué de façon significative à la préservation du patrimoine scientifique et technologique québécois et canadien.

## Biographie
Louise Trottier est née en 1943 au sein d’une famille d’industriels à l'origine de la Fonderie Trottier, dont les opérations se sont échelonnées de 1868 à 1977,.
Titulaire en 1970 d’un baccalauréat en histoire de l’université Laval et, en 1971, d’une maîtrise (Master of Arts – History) de l’université de Toronto, Louise Trottier a acquis une spécialisation en muséologie par l’obtention, en 1981, d’une seconde maîtrise de l'Institut national d'anthropologie et d'histoire, au Mexique,.
Après ses études supérieures, Louise Trottier a œuvré au Musée canadien de l'histoire à Ottawa, où elle a effectué des recherches portant sur l’interprétation des artefacts des industries minière et forestière. Ensuite, comme historienne à Parcs Canada, son travail l'a orientée vers la mise en valeur du site des Forges du Saint-Maurice, datant de 1730. Dans la foulée, elle a publié un ouvrage sur le sujet, lequel a reçu un bon accueil critique par l'historien Denys Delâge : « Louise Trottier a fait l'inventaire systématique de tout ce qui s'est écrit sur les Forges du Saint-Maurice. En outre, afin de les situer dans le contexte de l'époque, elle a lu les principaux ouvrages concernant les forges en France, en Angleterre et aux États-Unis. Souvent fastidieux, ce genre de travail donne lieu ici, tout au contraire, à un récit vivant, clair, systématique ».
À la fin des années 1980, Louise Trottier a été professeure à l'université du Québec à Montréal (UQÀM), où elle a enseigné notamment l'histoire de l'architecture de conservation et d’interprétation des biens culturels et de patrimoine industriel,. « Au moment où Louise Trottier inaugure le cours MSL6514 [Conservation et mise en valeur du patrimoine industriel], son expérience professionnelle conjugue l'étude du patrimoine technique et industriel ainsi que sa mise en valeur muséologique ». Elle a de plus contribué à la mise en place du programme de maîtrise en muséologie conjointement avec l'université de Montréal.
Louise Trottier a aussi été consultante pour le ministère des Affaires culturelles du Québec, plus précisément pour la Commission des biens culturels, pour laquelle elle a effectué des recherches et rédigé une monographie sur le patrimoine industriel au Québec, une première : « la Commission des biens culturels du Québec va commander une étude qui sera réalisée par Louise Trottier et publiée en 1985: Le patrimoine industriel au Québec. Ce document fondateur expose le concept de patrimoine industriel, trace un portrait sommaire de l’histoire de l’industrialisation au Québec, présente les éléments les plus importants de ce patrimoine pour chacune des régions et aborde les enjeux liés à la mise en valeur ».
De 1988 à 2008, année de sa retraite, Louise Trottier a exercé les fonctions de conservatrice au musée des sciences et de la technologie du Canada, en tant que spécialiste de l'énergie et des ressources naturelles. Elle y a conçu et supervisé de nombreuses expositions, en plus de voir à l’acquisition de plus de 4000 artefacts et plus de 350 ouvrages spécialisés pour la bibliothèque du musée. Elle y rédigea en outre quelques ouvrages dont « un ouvrage de la collection sur l’éclairage électrique et un autre sur l’évaluation de la collection de production et de transformation d’électricité au Canada ».
À la fin des années 1990 et au début des années 2000, elle a œuvré avec le département du programme d’archéologie industrielle de West Virginia University dans le but de concevoir et développer à l’Université de Western Ontario un programme de formation en archéologie industrielle pour le personnel professionnel de Parcs Canada et des musées à travers le Canada.

## Contribution au domaine du patrimoine industriel
Anja Borck, alors étudiante à l'université Concordia, décrit ainsi l'apport de Louise Trottier : « Le premier livre sur le patrimoine industriel du Québec (…) est l’œuvre de Louise Trottier - dont la connaissance exceptionnelle du sujet était déjà reconnue - commandé par le gouvernement du Québec. La publication en 1985 de l’ouvrage Le patrimoine industriel au Québec a procuré au gouvernement de la province les outils nécessaires pour établir une politique sur la préservation de son patrimoine industriel ».
De son côté, l'archéologue Gisèle Piédalue, dans l’étude qu’elle rédige pour le ministère de la Culture sur le patrimoine archéologique industriel du Québec, fait référence ainsi à la contribution de Louise Trottier : « Louise Trottier propose, avec une vision remarquable, la création d’un réseau de lieux industriels qui mettrait en valeur la production spécifique des localités afin de contribuer à redéfinir l’image d’une région ou d’une ville ». Selon Alain Gelly, président de l'Association québécoise pour le patrimoine industriel, « on lui doit d’avoir abordé dans une perspective québécoise le concept de patrimoine industriel développé en Europe et aux États-Unis, d’en avoir proposé une définition propre au Québec, d’avoir établi un état des lieux pour le Québec, d’avoir identifié les enjeux liés à la conservation et à la mise en valeur de ce patrimoine et enfin, d’avoir énoncé des pistes d’action, des lignes de conduite et des perspectives visant à améliorer la sauvegarde et la mise en valeur du patrimoine industriel ».
Louise Trottier a cofondé la section canadienne du Comité international pour la conservation du patrimoine industriel (TICCIH), lequel est reconnu par le Conseil international des monuments et des sites (ICOMOS) comme organisme désigné pour toutes les questions liées à l'étude et à la préservation du patrimoine industriel. Elle a été la principale organisatrice du IXe congrès international de TICCIH en 1994 à Montréal et Ottawa, en plus d'assurer la responsabilité du programme scientifique et d'être la rédactrice en chef des actes du congrès De l’industrie au patrimoine industriel - From Industry to Industrial Heritage,,. Elle a également cofondé l’Association québécoise du patrimoine industriel en 1988.

### Citation
« S’il est exact que le monument industriel sert à perpétuer un souvenir qui importe à une collectivité donnée, il est également vrai que ce rappel est en général fortement chargé d’histoire humaine, d’histoires de vie – ouvriers, constructeurs, chefs d’industrie – qui entrent aussi dans le territoire d’une mémoire collective qui se veut la plus fine et la plus juste. » (Louise Trottier [1985]. Le patrimoine industriel au Québec. Québec : Commission des biens culturels du Québec, p. 68)

## Hommages
ICOMOS Canada, 1977-2015. Hommage à des Canadiennes et des Canadiens, dont Louise Trottier, qui se sont distingués sur la scène internationale du domaine de la conservation du patrimoine.
2014. Conservatrice émérite du Musée des sciences et de la technologie du Canada.
2021. Officière de l'Ordre du Canada.
2022. General Tools Award de la Society for Industrial Archeology

## Publications
- Louise Trottier, Les Forges: Historiographie des Forges du Saint-Maurice. Montréal, Boréal Express, 1980, 170 p. (ISBN 9782890520158)

- Louise Trottier, "¿Qué es un museo?, Conservación del patrimonio histórico", Oaxaca, Centro regional de Oaxaca, 1981, 54-62.
- Louise Trottier, Évaluation du potentiel historique des fours à charbon de bois des Grandes-Piles en relation avec quelques sites sidérurgiques de la Mauricie: les forges Radnor, de Batiscan, L'Islet, Saint-Tite et Shawinigan. Québec, municipalité des Grandes-Piles et ministère des Affaires culturelles du Québec, 1983.
- Louise Trottier, "Patrimoine et muséologie : une remise en question", Continuité (23), 1984, 10–11 [En ligne pdf]
- Louise Trottier, "L'usine, support d'une révolution", Continuité 25, 1984, 36-37. [En ligne pdf]
- Louise Trottier, Le patrimoine industriel au Québec, Québec, Commission des biens culturels du Québec, 1985, 85 p. (ISBN 9782551090822)
- Louise Trottier, "The Representation of Energy in Canada’s Industrial Heritage : Survey of Interpretation in Canadian Historiography", 24th Annual Conference of the Society for Industrial Archeology, Baltimore, Maryland, 1985.
- Louise Trottier, "Nouvelles perspectives dans la muséologie au Québec", Musées, 7, 4, l7-22; version anglaise ‘’New Directions in Museology in Quebec’’, Roundtable Reports: The Journal of Museum Education, l0, l, 8-l0. Washington, D.C., Smithsonian Institution, 1985.
- Louise Trottier, "Quelques exemples de collaboration et de compétition dans des expériences muséologiques au Québec", Musées, 9, 3, 1986, l6-22.
- Louise Trottier, "Côte-Nord: les traces de la préhistoire", Continuité (28), 1985, 44–44. [En ligne pdf]
- Louise Trottier, "Certain choices in Industrial Museum Resources in the Province of Quebec, Canada", Industrial Heritage '84 Proceedings 2, 30-34. Washington, D.C., Smithsonian Institution, 1986.
- Louise Trottier, "Proyectos de investigación en arqueología industrial en la Provincia de Québec, Canadá", Coloquio nacional sobre la nueva arqueología, Cuernavaca, Mexique.
- Louise Trottier (1987). "Portugal: des moulins de marées". Continuité (34), 1987, 42–42. [En ligne pdf]
- Louise Trottier, "Les défis de la conservation d’une collection d’objets industriels", Actes du congrès de l’Association québécoise pour le patrimoine industriel, Hull, 1992, 26-32.
- Rubriques sur l’archéologie industrielle au Canada et au Québec, in Barrie Trinder (ed.). The Blackwell Encyclopaedia of Industrial Archaeology, London, Blackwell, 1992, 964 p.
- Louise Trottier, "Prospects and Priorities in Industrial Heritage", Middlesex University and the Summerlee Heritage Trust, Summerlee, Scotland, 1993.
- Louise Trottier, "De l’industrie au patrimoine industriel /From Industry to Industrial Heritage", (édit.) Actes du IXe congrès international du TICCIH, Montréal et Ottawa, 1998, 140 p.
- Louise Trottier, "The Preservation of Coal Mining Heritage in Canada", 25th Annual Conference of the Society for Industrial Archeology, Sacramento, California, 1996.
- Louise Trottier, "Un patrimoine en mutation: les activités industrielles des Canadiens", Momentum, Icomos Canada Bulletin, 8, 1, 1999, 46-54.
- Louise Trottier, "More Light for the Street: The Promotion of Public Electric Lighting in Twentieth Century Trade Literature in Eastern Canada", 28th Annual Conference of the Society for Industrial Archeology, Savannah, Georgia, 1999.
- Louise Trottier, "Innovative Materials and Utilitarian Beauty as Incentives to the Consumption of Domestic Appliances in Ontario and Québec, 1920–1960", AIA, Industrial Archaeology Review, University of Leicester, UK, 2001.
- Louise Trottier, "Are Trees and Scrubs Paintable?, The Representation of The Forest Industry in Canadian Art”, XIVth TICCIH Conference, Freiberg, Germany, 2009.
- Louise Trottier, "The Interpretation of Hydroelectric development in Documentary Motion Pictures in Canada 1920-1960", National Council of Public History, Victoria, B.C., 2004.
- Louise Trottier, "Les technologies utilisées dans la gestion des incendies de forêt 1910–1980", Atelier d’histoire environnementale - Quelques Arpents de neige, Ottawa, Carleton University, 2006.